# 克利爾湖鎮區 (愛荷華州塞羅戈多縣)
克利爾湖鎮區（英語：Clear Lake Township）是位於美國愛荷華州塞羅戈多縣的一個行政鎮區。

## 地方資料
根據2010年美國人口普查的數據，克利爾湖鎮區的面積為33.74平方千米，當中陸地面積為27.02平方千米，而水域面積為7.72平方千米。當地共有人口8161人，而人口密度為每平方千米241.88人。